# كريس برينان
كريس برينان (بالإنجليزية: Chris Brennan) هو فنان قتال مختلط أمريكي، ولد في 12 أكتوبر 1971 في كومبتون في الولايات المتحدة.

## وصلات خارجية
- كريس برينان على موقع يو إف سي (الإنجليزية)
- كريس برينان على موقع شيردوغ (الإنجليزية)
- كريس برينان على موقع IMDb (الإنجليزية)
- كريس برينان على موقع قاعدة بيانات الفيلم (الإنجليزية)